# St. Johannes Baptist (Truchtlaching)

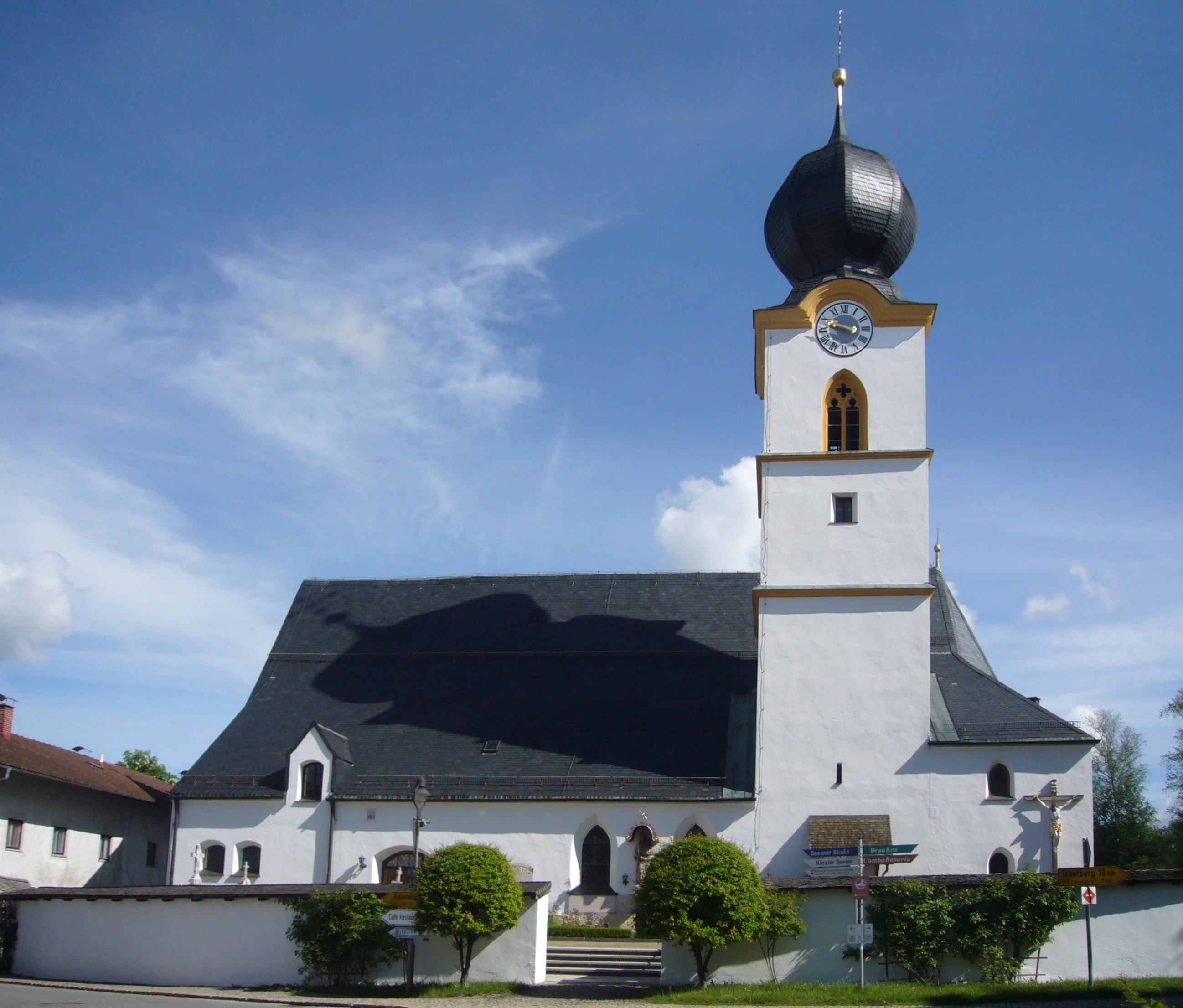
St. Johannes Baptist in Truchtlaching

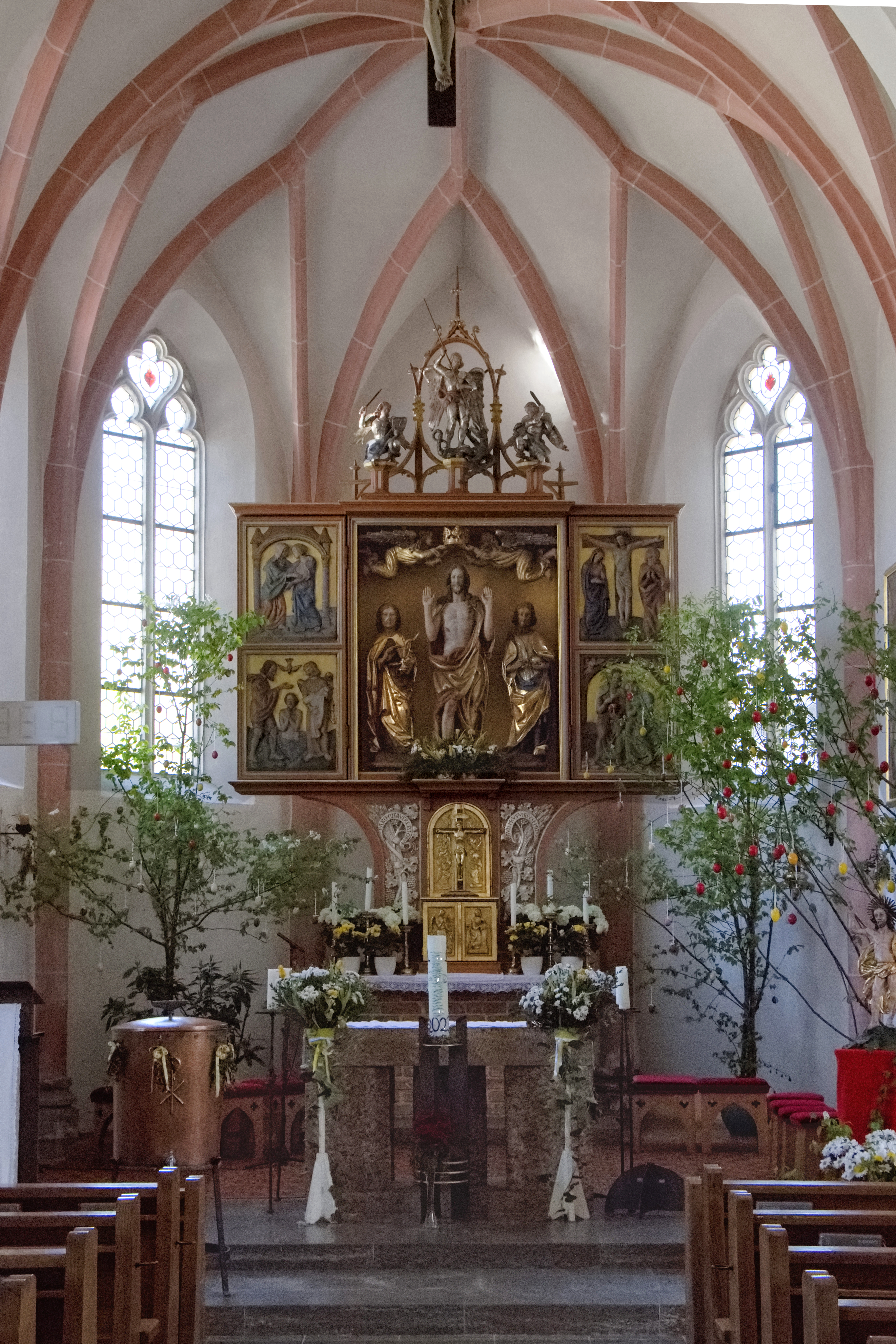
Altar, 1947 gestaltet von Roland Friederichsen

Die römisch-katholische Pfarrkirche St. Johannes Baptist, auch als St. Johannes der Täufer bezeichnet, steht in Truchtlaching, einem Gemeindeteil von Seeon-Seebruck im oberbayerischen Landkreis Traunstein. Sie ist in der Liste der Baudenkmäler in Seeon-Seebruck unter der Nr. D-1-89-143-68 eingetragen. Die Kirche gehört zum Dekanat Traunstein im Erzbistum München und Freising und bildet mit St. Ägidius (Seeon) und St. Thomas und St. Stephan (Seebruck) den Pfarrverband Seeon.

## Beschreibung

### Gebäude
Die zunächst einschiffige spätgotische Saalkirche wurde in den Jahren 1432 bis 1435 erbaut. Sie besteht aus dem 1956 nach Westen um ein Joch auf vier Joche verlängerten Langhaus, dem eingezogenen, außen von Strebepfeilern gestützten Chor mit Fünfachtelschluss im Osten und dem Chorflankenturm mit Zwiebelhaube an der Südwand des Chors. Das oberste Geschoss des Turms enthält die Turmuhr und den Glockenstuhl. In der zweiten Hälfte des 15. Jahrhunderts wurde im Süden des Langhauses ein den Turm einbeziehendes Seitenschiff angebaut und die Kirche dadurch zur Hallenkirche erweitert. Das Langhaus ist mit einem Netzgewölbe auf Wandpfeilern überspannt, der Chor mit einem Netzgewölbe auf Konsolen, das Seitenschiff mit einem Sterngewölbe, das Erdgeschoss des Turms, in dem die Sakristei untergebracht ist, mit einem Kreuzrippengewölbe. 

### Altäre
Hauptausstattungsstück der Kirche ist der 1947 von Roland Friederichsen (1910–1992) dem Stil der Gotik nachempfundene Flügelaltar. Zentrale Figur ist eine Statue des auferstandenen Christus mit Johannes dem Apostel zu seiner Rechten und Johannes dem Täufer zu seiner Linken. Diese Figuren stammen aus dem früheren Altar. In den Reliefs der Flügel des Altars sind biblische Szenen dargestellt, oben links Mariä Heimsuchung, die Begegnung der Gottesmutter Maria mit ihrer Verwandten Elisabet, um ihr die Ankündigung des Engels mitzuteilen, dass sie ein Kind gebären werde (Lk 1,39–40 ). Das untere Bild zeigt die Taufe Jesu im Jordan. Im rechten Flügel ist oben die Kreuzigung Jesu dargestellt, unter dem Kreuz Maria, seine Mutter, und der Apostel Johannes (Joh 19,26-27 ). Inhalt des Reliefs in den Türen des unteren Teils des zweistöckigen Tabernakels ist die Verkündigung des Herrn. Darüber steht ein Kruzifix. Im Gesprenge des Altars steht zwischen zwei kleineren Engeln eine Statue des Erzengels Michael.

### Orgel
Eine erste Orgel erhielt die Kirche 1847; sie war gebaut von Georg Schmid Eggenfelden. 1890 ersetzte sie der Münchner Orgelbauer Franz Borgias Maerz durch eine Orgel mit 10 Registern.
Das heutige Instrument auf der Empore im Westen des Langschiffs mit 15 Registern auf zwei Manualen und Pedal wurde  1980 von Anton Staller (Grafing) erbaut. Die Disposition des rein mechanischen Schleifladen-Instruments lautet:
| I Hauptwerk    |       |
| Harfpfeife     | 8′    |
| Rohrflöte      | 8′    |
| Prinzipal      | 4′    |
| Oktave         | 2′    |
| Mixtur         | 1 ⁄3′ |
| Sesquialter II |       |

| II Oberwerk |       |
| Gedeckt     | 8′    |
| Metallflöte | 4′    |
| Nachthorn   | 2′    |
| Quinte      | 1 ⁄3′ |
| Terz        | 4⁄5′  |
| Cimbel      | 1′    |
| Tremulant   |       |

| Pedal     |     |
| Subbaß    | 16′ |
| Oktavbaß  | 08′ |
| Choralbaß | 04′ |

- Koppeln: II/I, I/P, II/P